# Crespino
Crespino é uma comuna italiana da região do Vêneto, província de Rovigo, com cerca de 2.098 habitantes. Estende-se por uma área de 31 km², tendo uma densidade populacional de 68 hab/km². Faz fronteira com Berra (FE), Ceregnano, Gavello, Guarda Veneta, Pontecchio Polesine, Ro (FE), Rovigo, Villanova Marchesana.

## Demografia
| Variação demográfica do município entre 1861 e 2011                               |
|                                                                                   |
| Fonte: Istituto Nazionale di Statistica (ISTAT) - Elaboração gráfica da Wikipedia |